# Seigneurs de la guerre chinois
Pour un article plus général, voir Histoire de la république de Chine.
 (janvier 2025).
Si vous disposez d'ouvrages ou d'articles de référence ou si vous connaissez des sites web de qualité traitant du thème abordé ici, merci de compléter l'article en donnant les références utiles à sa vérifiabilité et en les liant à la section « Notes et références ».

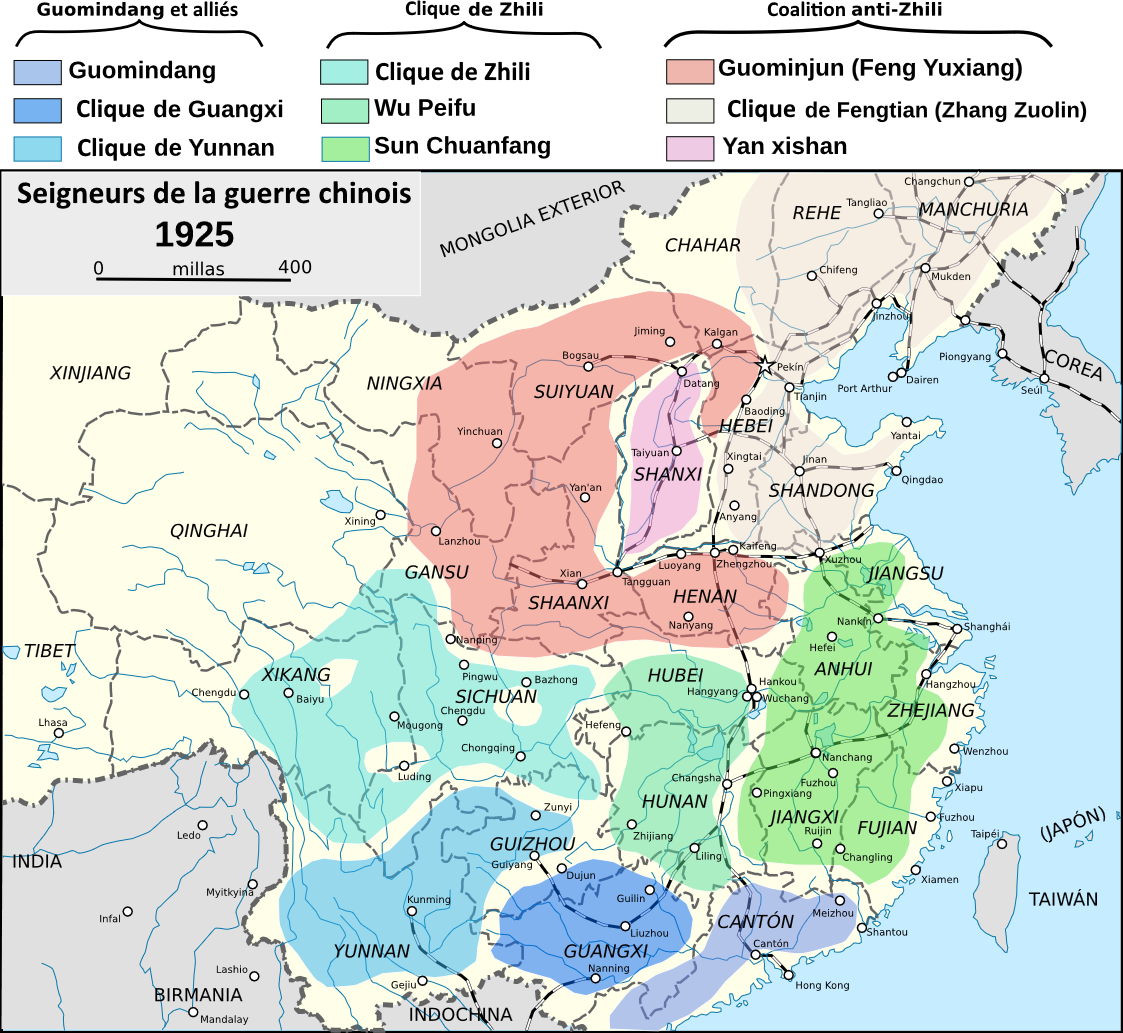
Division de la Chine entre les différentes zones d'influence militaires (1925).

L'époque dite des « seigneurs de la guerre » est une période de l'histoire chinoise située au début du XXe siècle, durant laquelle la république de Chine, dépourvue d'autorité centrale forte après la mort de Yuan Shikai, fut dominée par les conflits entre les différentes factions (dites « cliques ») de seigneurs de la guerre, dont plusieurs se disputèrent le pouvoir à Pékin au sein du gouvernement de Beiyang. 
L'époque des seigneurs de la guerre est considérée comme ayant pris fin en 1928, au terme de l'expédition du nord lancée par le Kuomintang. De nombreuses factions militaires inégalement — voire pas du tout — soumises au pouvoir central, continuent cependant d'exister jusqu'à l'établissement de la république populaire de Chine.

## Contexte

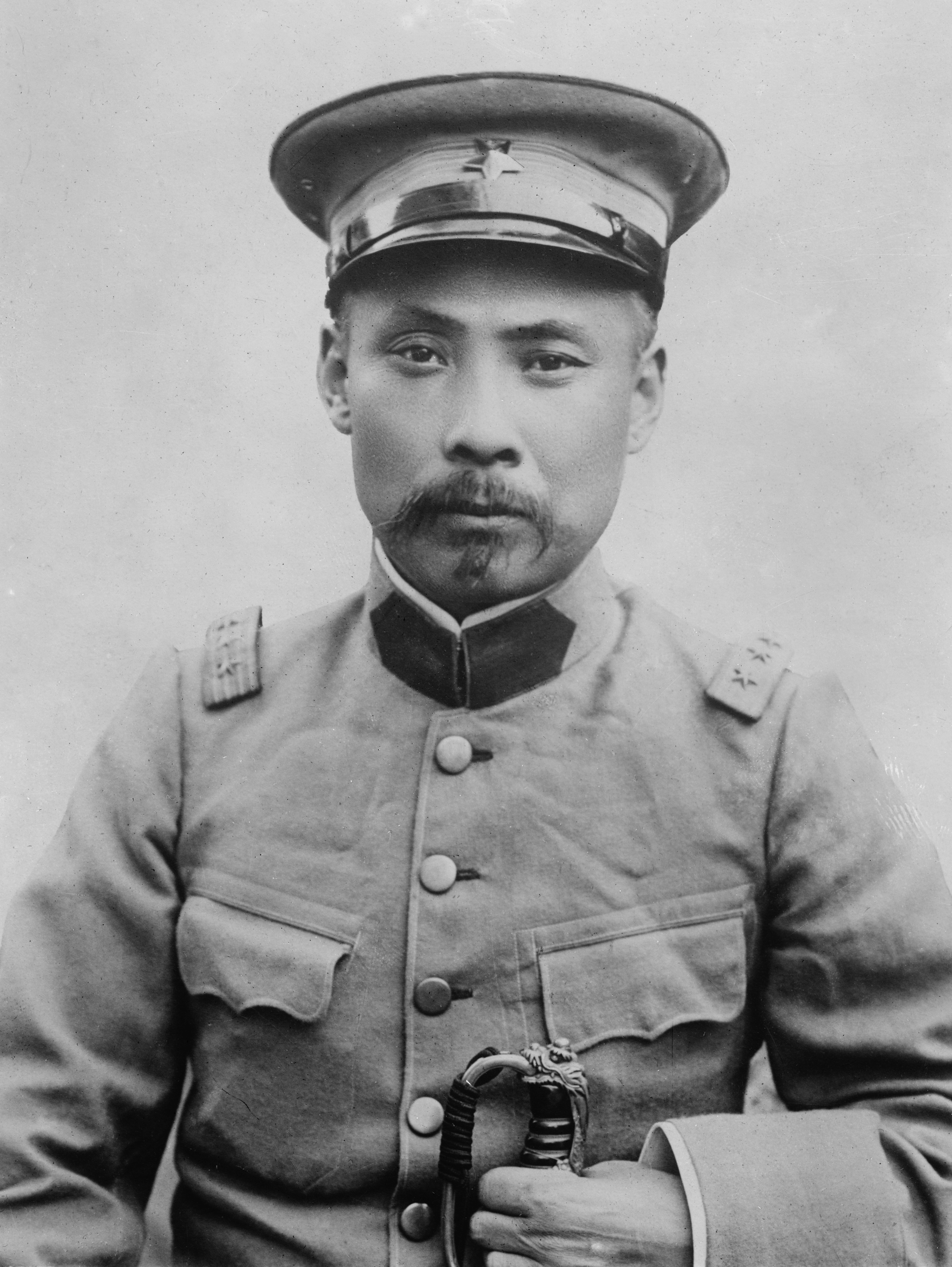
Duan Qirui, chef de la « clique de l'Anhui ».

Sous la dynastie Qing, la Chine ne possédait pas d'armée nationale, mais un ensemble de forces armées marquées par de fortes identités locales et régionales. Les unités sont généralement composées d'hommes issus des mêmes provinces, pouvant communiquer entre eux dans les mêmes dialectes. Avec la création de la Nouvelle Armée, devenue ensuite l'Armée de Beiyang, Yuan Shikai se trouve à la tête de la force armée la plus puissante de Chine. Après la révolution Xinhai, il devient président de la république de Chine, établissant à son profit bientôt un régime dictatorial. Les rébellions contre son autorité sont écrasées dans les provinces, les gouverneurs civils étant remplacés par des gouverneurs militaires. Mais, avec la tentative de restauration impériale par Yuan Shikai, une partie des chefs de l'armée se rebelle contre lui, ce qui provoque la guerre de protection de la Nation de 1915 à 1916. Malgré le renoncement au trône de Yuan Shikai et sa mort peu de temps après, la fracture demeure entre le nord et le sud de la Chine et le pouvoir central vaincu s'est effondré.

## Situation au nord
Après la mort de Yuan Shikai, l'armée de Beiyang est divisée en deux principales factions (dites cliques) : la clique de l'Anhui, dirigée par Duan Qirui et la clique du Zhili dirigée par Feng Guozhang. La clique du Fengtian, dirigée par Zhang Zuolin, est basée en Mandchourie et compte des unités locales aussi bien que des troupes issues de l'armée de Beiyang. Les principales de ces factions se disputent la réalité du pouvoir à Pékin, qui garantit au gouvernement en place la reconnaissance internationale. Le gouvernement de Beiyang s'assure la loyauté de différentes factions militaires, comme celle de Ma Bufang dans le Qinghai, en distribuant les postes officiels.

### Domination de l'Anhui (1916-1920)
Le président, Li Yuanhong, est entouré de généraux de l'armée de Beiyang, la réalité du pouvoir étant pour l'essentiel assurée par le chef du gouvernement Duan Qirui. Les efforts de ce dernier pour obtenir l'entrée de la Chine dans la Première Guerre mondiale aboutissent à son limogeage en mai 1917. Afin de se prémunir contre toute action de Duan, Li Yuanhong demande l'aide du général Zhang Xun : mais ce dernier, après que ses troupes ont investi Pékin et en accord avec le monarchiste Kang Youwei, proclame le rétablissement de Puyi sur le trône dès le mois de juillet. Cette restauration mandchoue de 1917 tourne vite au fiasco. Car les troupes de Duan Qirui interviennent et font échouer le coup d'État monarchiste : Duan, revenu aux affaires, obtient l'entrée de la Chine dans la guerre mondiale dans le camp des Alliés. Mais la rivalité de la faction de l'Anhui avec celle du Zhili, soutenue par la clique du Fengtian, aboutissent en juillet 1920 à une guerre ouverte, la guerre Zhili-Anhui, qui tourne au désavantage de Duan Qirui.

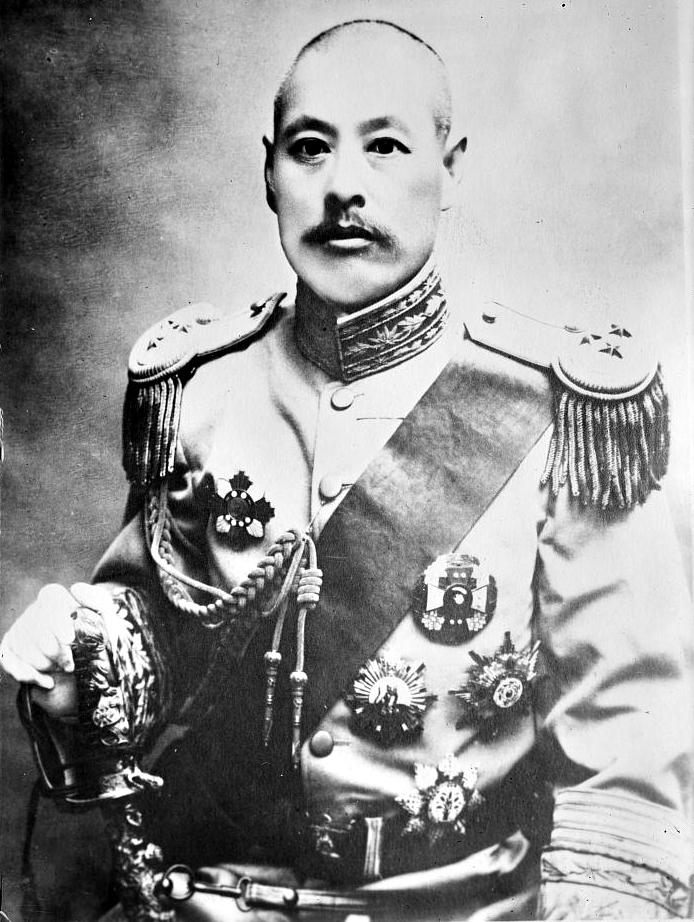
Wu Peifu, l'un des chefs de la « clique du Zhili ».

### Domination du Zhili (1920-1924)

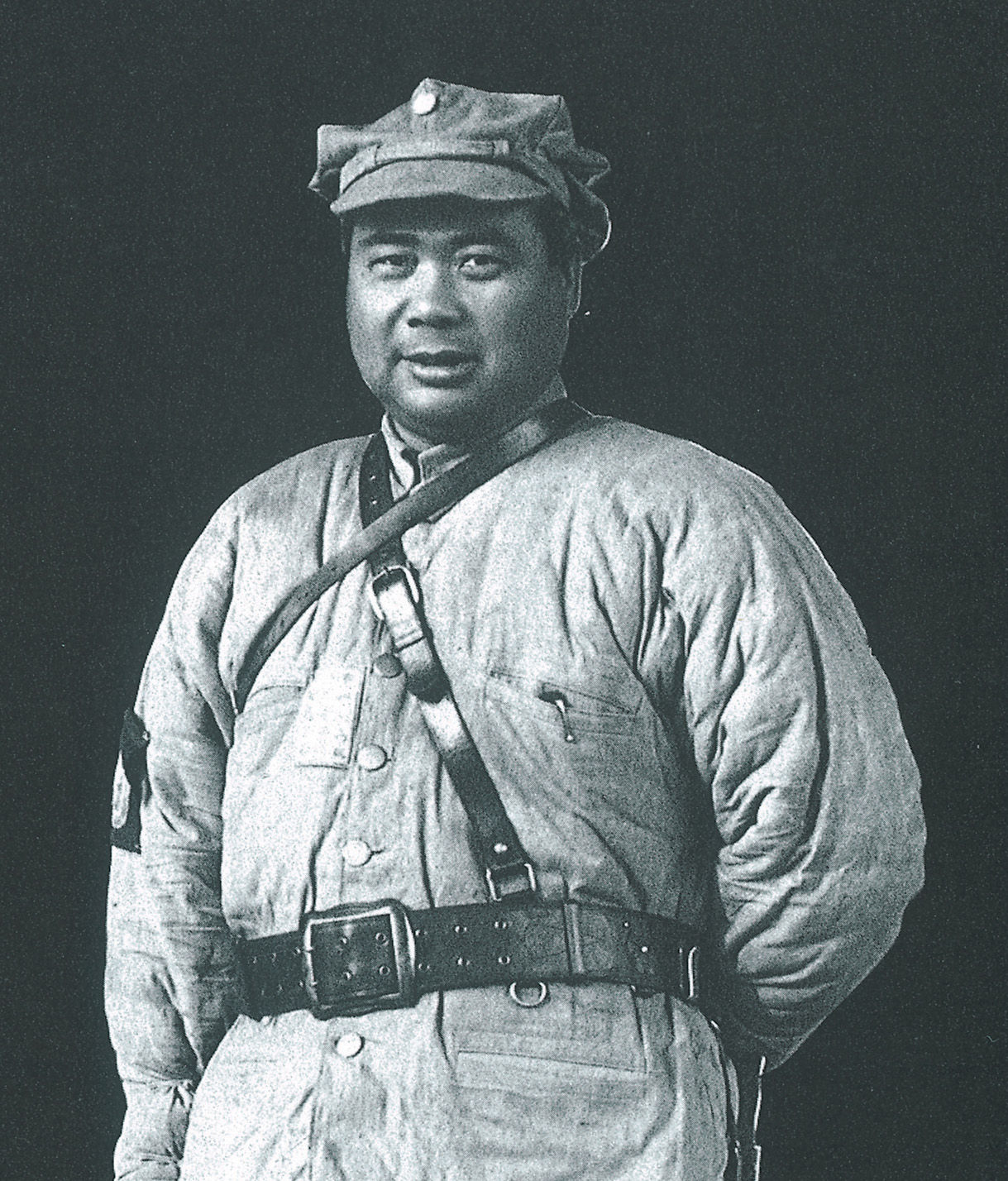
Feng Yuxiang, chef du Guominjun.

Après la mort de Feng Guozhang en 1919, la clique du Zhili est dominée par Cao Kun. En avril 1922, l'alliance avec la clique du Fengtian est rompue et débouche sur un conflit armé, la première guerre Zhili-Fengtian, où le Zhili écrase le Fengtian. Zhang Zuolin, battu, doit se retirer en Mandchourie. La faction du Zhili tente ensuite d'obtenir le ralliement de Sun Yat-sen, qui dirige un gouvernement rival dans le Guangdong, afin que lui et le président en titre Xu Shichang renoncent tous deux à leurs postes, et que Li Yuanhong retrouve la présidence. Sun Yat-sen se montrant trop exigeant, Cao Kun obtient le ralliement de Chen Jiongming, général lié au Kuomintang, et fait chasser Sun de Canton. En 1923, Cao Kun parvient à se faire élire président en distribuant massivement des pots-de-vin. Mais en septembre 1924, une nouvelle guerre éclate avec la faction de Zhang Zuolin. C'est la seconde guerre Zhili-Fengtian. Feng Yuxiang se retourne contre la clique du Zhili et prend le contrôle de Pékin. Cao Kun est arrêté, et Wu Peifu, l'autre chef de la faction du Zhili, doit se retirer dans le centre de la Chine, ayant perdu le contrôle du nord.

### Domination du Fengtian (1924-1928)
L'alliance entre Zhang Zuolin et Feng Yuxiang est fragile : ce dernier a fondé sa propre faction politique, le Guominjun, qui s'est rapprochée du Kuomintang. En guise de compromis, le poste de chef du gouvernement est redonné à Duan Qirui, dont l'influence politique et militaire s'est considérablement réduite. Des négociations sont menées avec Sun Yat-sen mais n'aboutissent pas ; Sun meurt d'un cancer en mars 1925. En novembre de la même année, un nouveau conflit éclate, opposant Feng Yuxiang à Zhang Zuolin et Wu Peifu, alliés contre lui. Feng est battu, mais s'allie ensuite avec le Kuomintang lors de l'expédition du nord. Zhang et Wu ne trouvent pas d'accord quant au nom d'un nouveau président : une série de gouvernements intérimaires se succèdent, tandis que l'administration étatique de la Chine se désagrège. En juin 1927, face à l'avance des troupes de Tchang Kaï-chek, Zhang Zuolin se proclame ouvertement chef de l'État avec le titre de Grand Maréchal du gouvernement militaire de la république de Chine.

## Situation au sud
Le sud est en rébellion ouverte contre le gouvernement de Beiyang, plusieurs provinces refusant notamment de reconnaître le nouveau gouvernement de Duan Qirui après l'échec de la restauration impériale de 1917. La plupart des factions militaires du Yunnan, du Sichuan, du Guizhou, du Hunan, du Guangxi et du Guangdong reconnaissent le gouvernement que Sun Yat-sen proclame en juillet 1917 à Canton. 
En septembre 1917, Sun Yat-sen prend le titre de Généralissime du gouvernement militaire, formé pour défendre la constitution de 1912. Mais, en 1918, les factions militaires du Guangxi tentent d'imposer leur volonté à Sun Yat-sen, qui doit quitter Canton. Il forme alors une alliance avec plusieurs généraux et, en 1920-1921, un conflit militaire entre le Guangdong et le Guangxi permet de réduire la clique du Guangxi au cours des deux guerres Yue-Gui (1920-1921). Sun est alors élu Président extraordinaire, mais le général Chen Jiongming se retourne alors contre lui et, en 1922, s'allie à la clique du Zhili au pouvoir à Pékin pour le renverser.

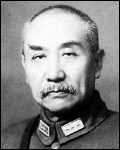
Yan Xishan, chef de la « clique du Shanxi ».

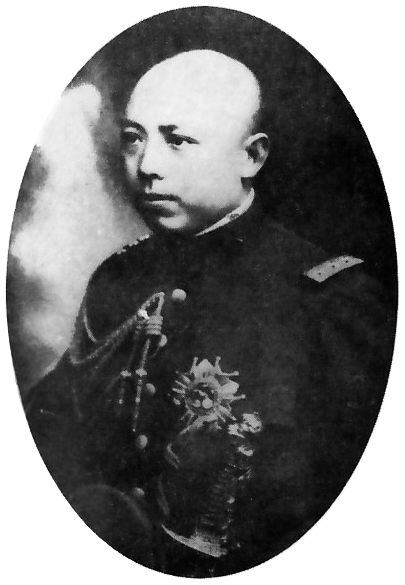
Tang Jiyao, chef de la « clique du Yunnan ».

En mars 1923, Chen est renversé par des partisans de Sun, et ce dernier peut revenir au pouvoir. Réorganisant le Kuomintang, Sun Yat-sen forme notamment avec le Parti communiste chinois une alliance connue sous le nom de Premier front uni. L'Académie militaire de Huangpu est fondée pour former une nouvelle élite militaire et un nouveau corps d'armée, afin que le pouvoir ne dépende plus d'alliances instables avec des seigneurs de la guerre. Sun Yat-sen négocie avec les factions du Zhili et du Fengtian au pouvoir à Pékin, mais meurt d'un cancer en mars 1925. Six jours après la mort de Sun, le général Tang Jiyao, chef de la clique du Yunnan, se proclame son successeur : il est finalement battu par les troupes du Guangxi commandées par Li Zongren.

## Victoire du Kuomintang sur les seigneurs de la guerre
À l'été 1926, Tchang Kaï-chek, commandant de l'Armée nationale révolutionnaire, lance l'expédition du nord pour réduire définitivement les seigneurs de la guerre et le gouvernement de Beiyang au pouvoir à Pékin. Les troupes de Wu Peifu et Sun Chuanfang sont battues dans le centre et l'est de la Chine ; les factions de Feng Yuxiang et Yan Xishan annoncent leurs ralliements. Tchang prend le pouvoir, rompant le front uni avec les communistes, évinçant le chef du gouvernement Wang Jingwei et établissant sa capitale à Nankin. En juin 1927, Zhang Zuolin prend ouvertement le pouvoir à Pékin en se proclamant chef de l'État. 

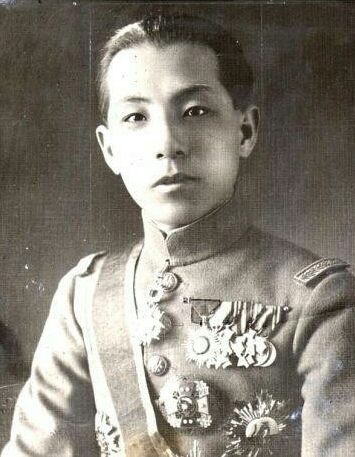
Zhang Xueliang, le jeune maréchal.

En mai 1928, les troupes de Zhang Zuolin sont battues par celles de Tchang Kaï-chek. En juin, Zhang fuit Pékin face à l'avance de l'Armée nationale révolutionnaire, et est tué en route dans un attentat. Le 29 décembre, Zhang Xueliang, fils de Zhang Zuolin, annonce le ralliement de sa faction militaire au gouvernement du Kuomintang.

## Après 1928
Après 1928, le Kuomintang détient un pouvoir central plus organisé, avec un gouvernement basé à Nankin dirigé par Tchang Kaï-chek. Néanmoins, les seigneurs de la guerre n'ont pas disparu et constituent, avec les dissidences internes et la guerre civile contre les communistes, l'un des problèmes importants que le gouvernement de Nankin doit affronter. Ainsi, la guerre des Plaines centrales oppose en 1930 Tchang Kaï-chek à Yan Xishan, Feng Yuxiang et Li Zongren.
Jusque dans les années 1940, des potentats militaires conservent leur autorité dans diverses provinces (Xinjiang, Sichuan, Shanxi, Qinghai, Ningxia, Gansu, Guangdong, Guangxi, Yunnan). Dans les années 1930 et durant la seconde guerre sino-japonaise, certains apportent leur soutien à l'empire du Japon tandis que d'autres soutiennent le gouvernement central chinois. Les seigneurs de la guerre ne disparaissent tout à fait qu'après l'arrivée au pouvoir de Mao Zedong et la proclamation de la république populaire de Chine, se ralliant au nouveau régime communiste, sinon étant progressivement soumis par la force.

## Cartes de la Chine

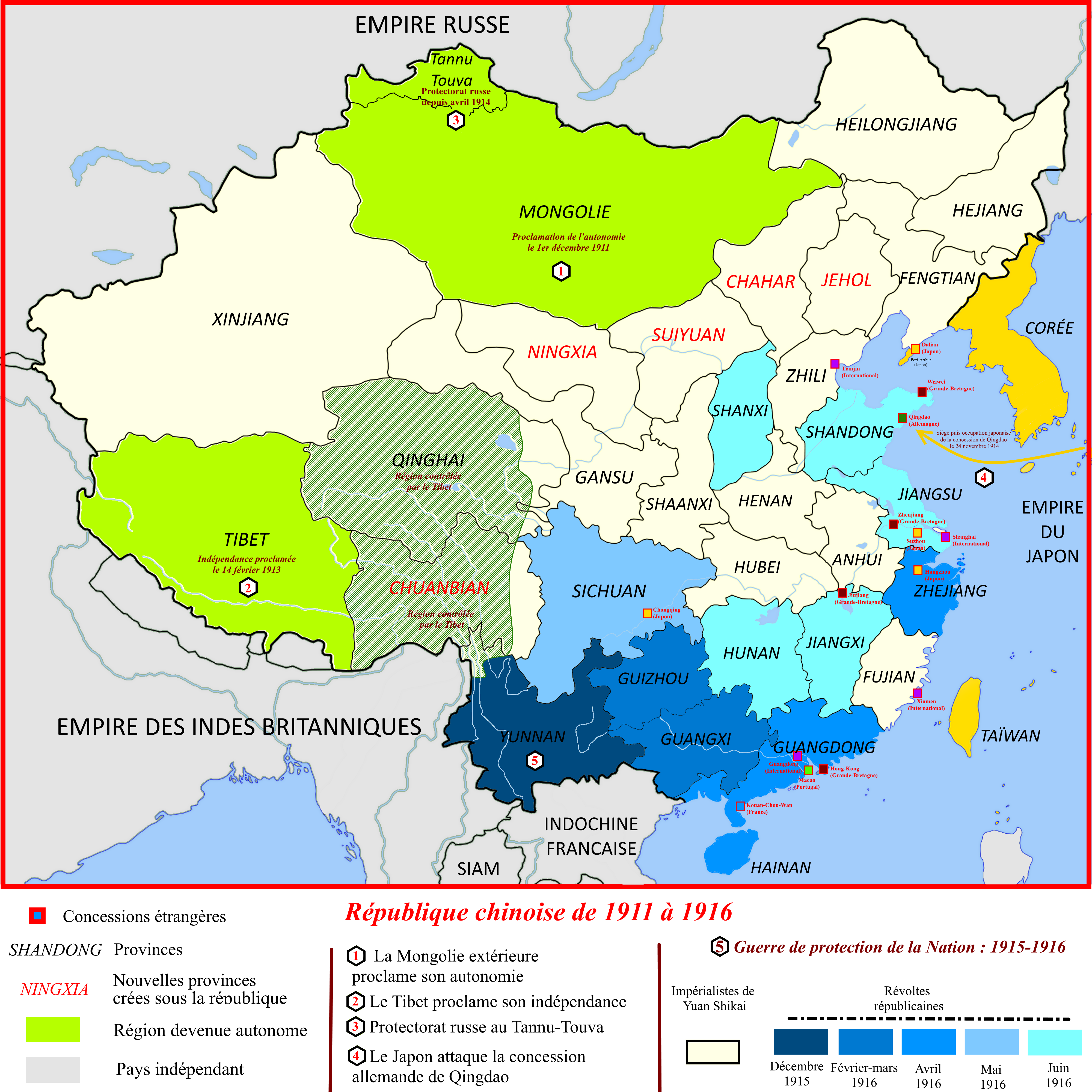
De 1911 à 1916.
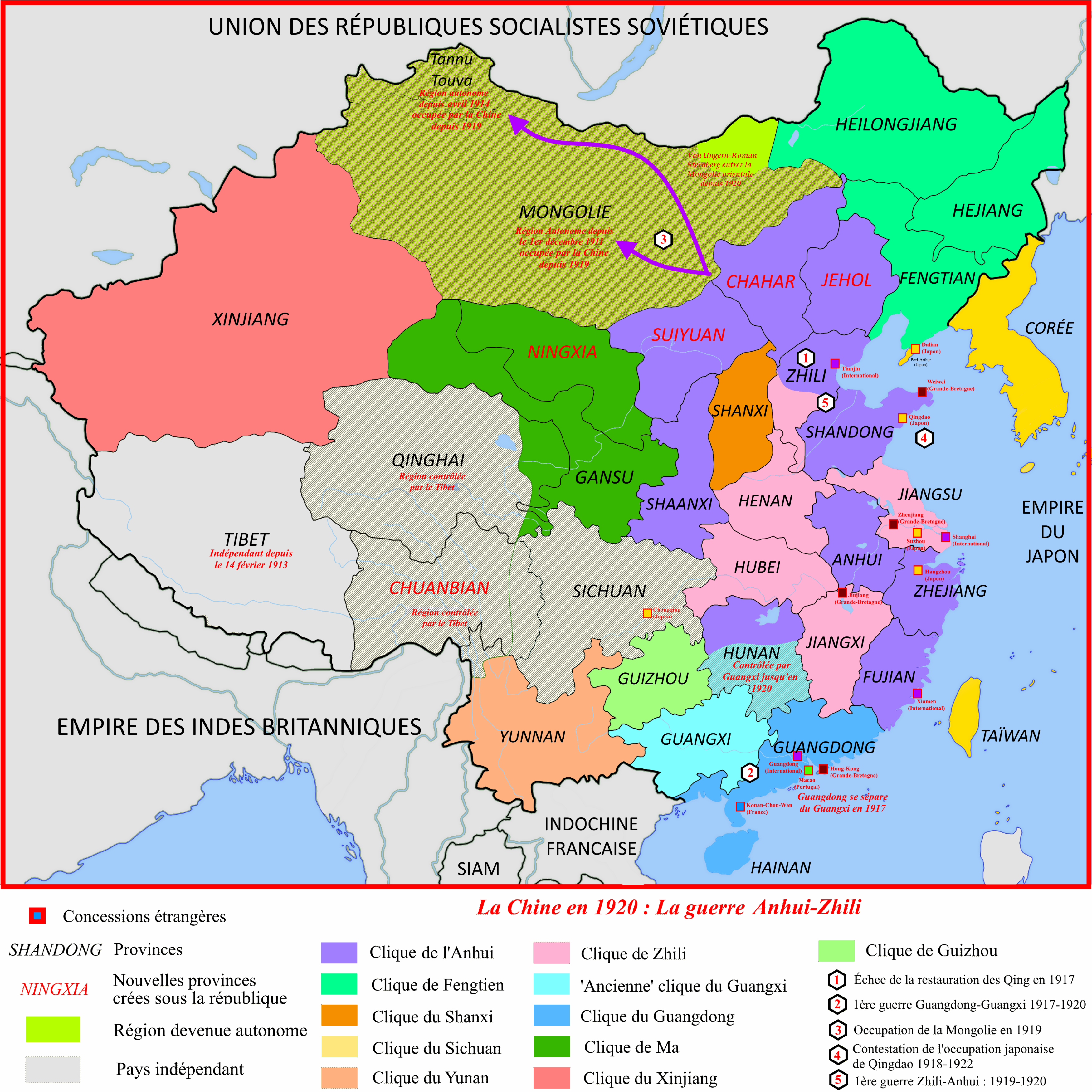
De 1916 à 1920.
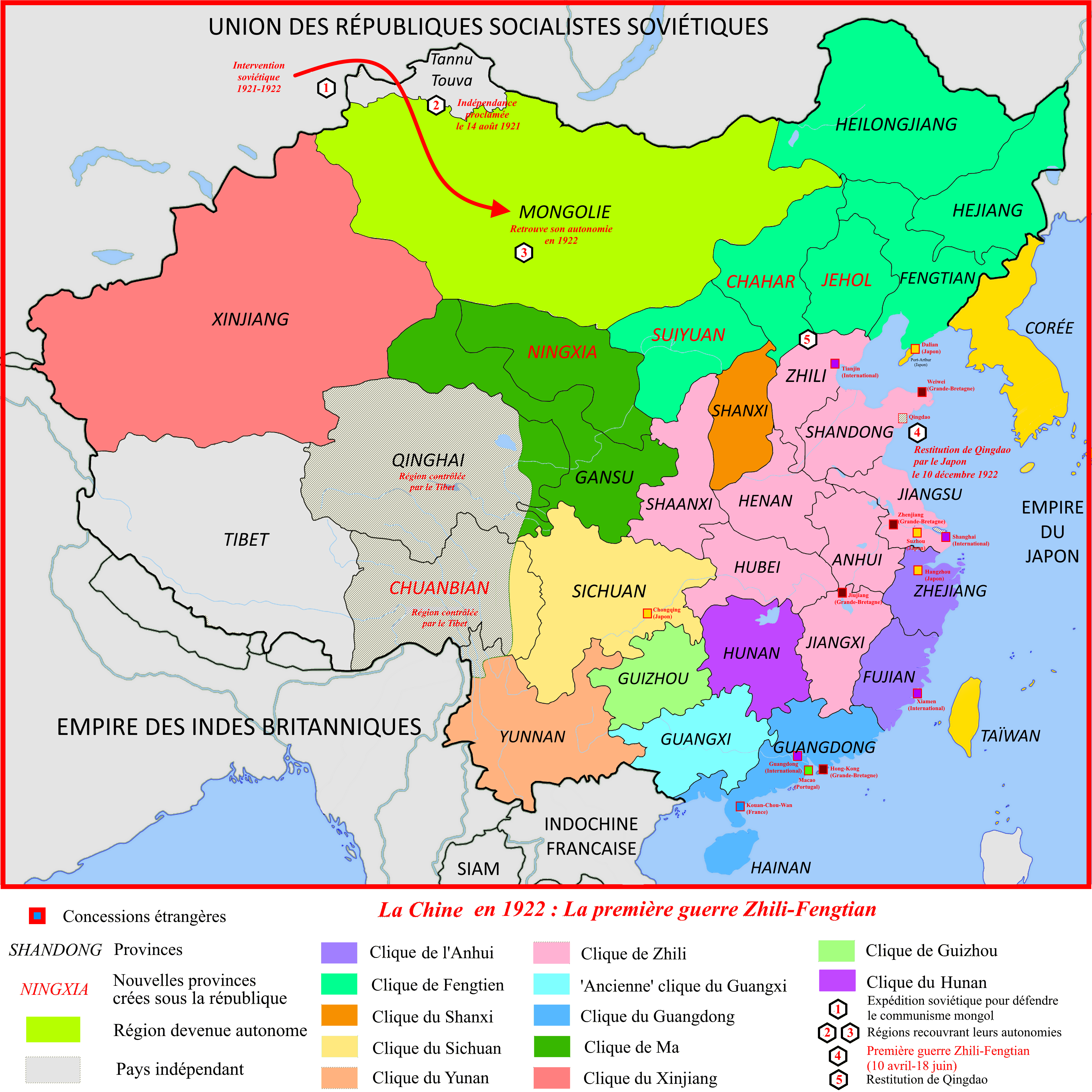
De 1921 à 1922.
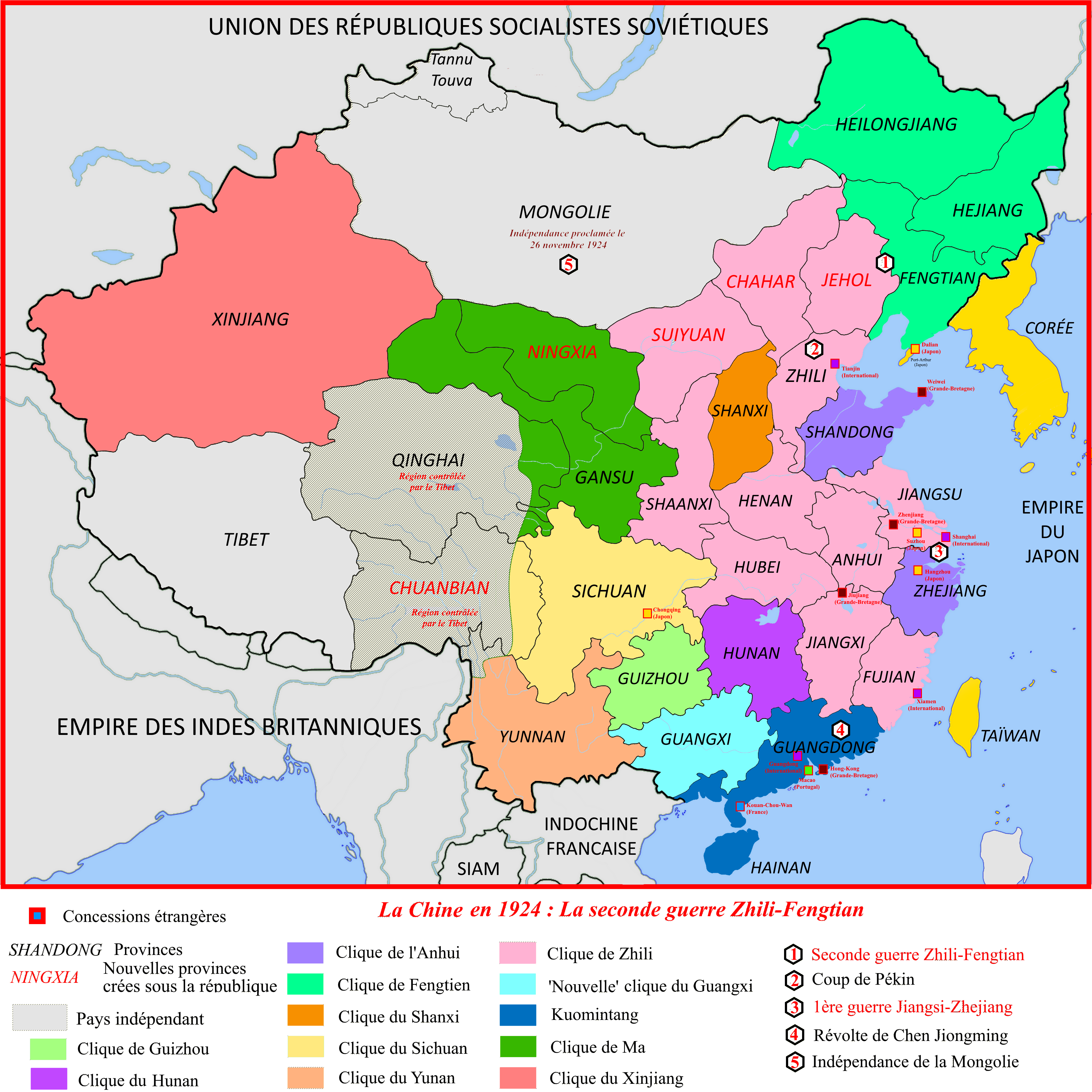
De 1923 à 1924.
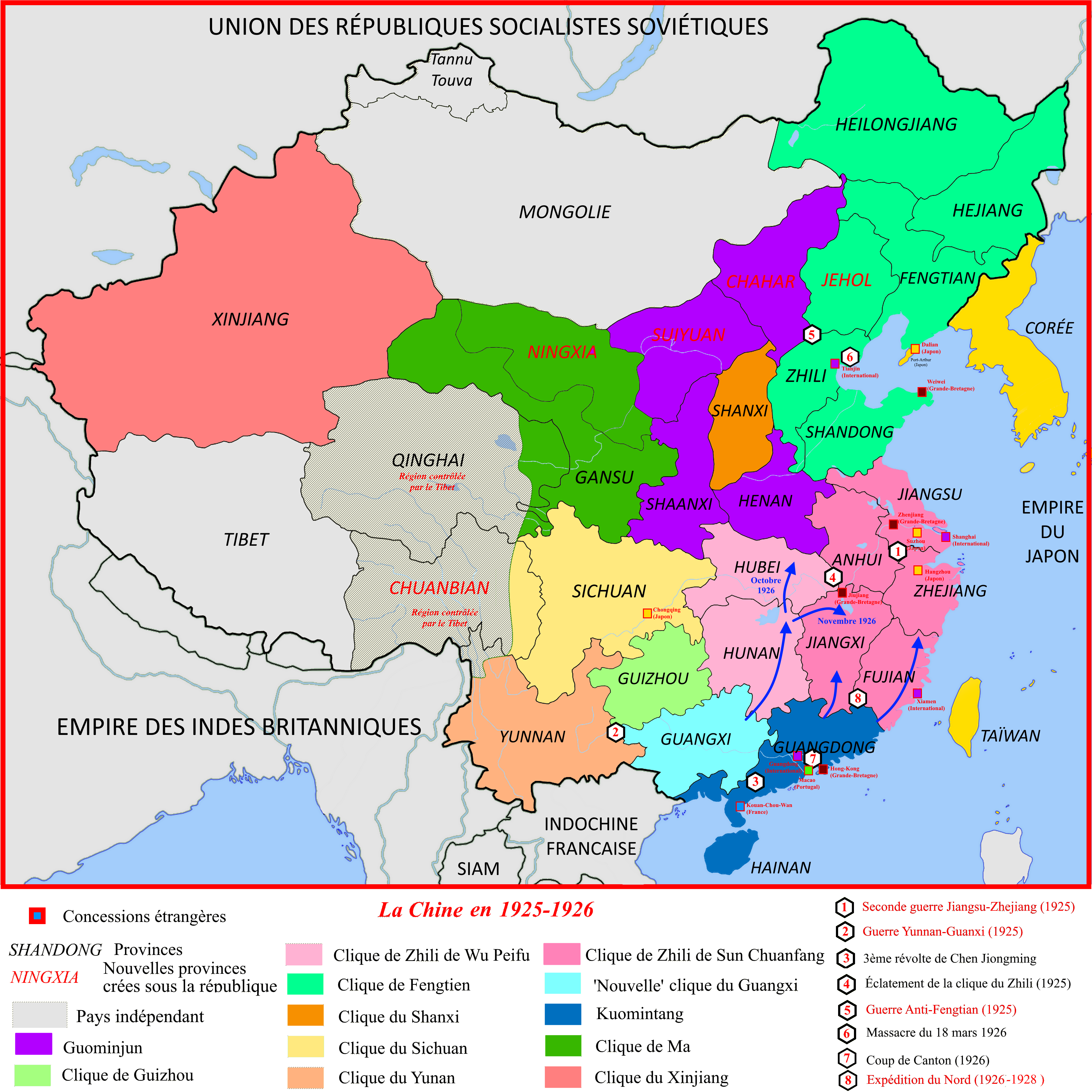
De 1925 à 1926.
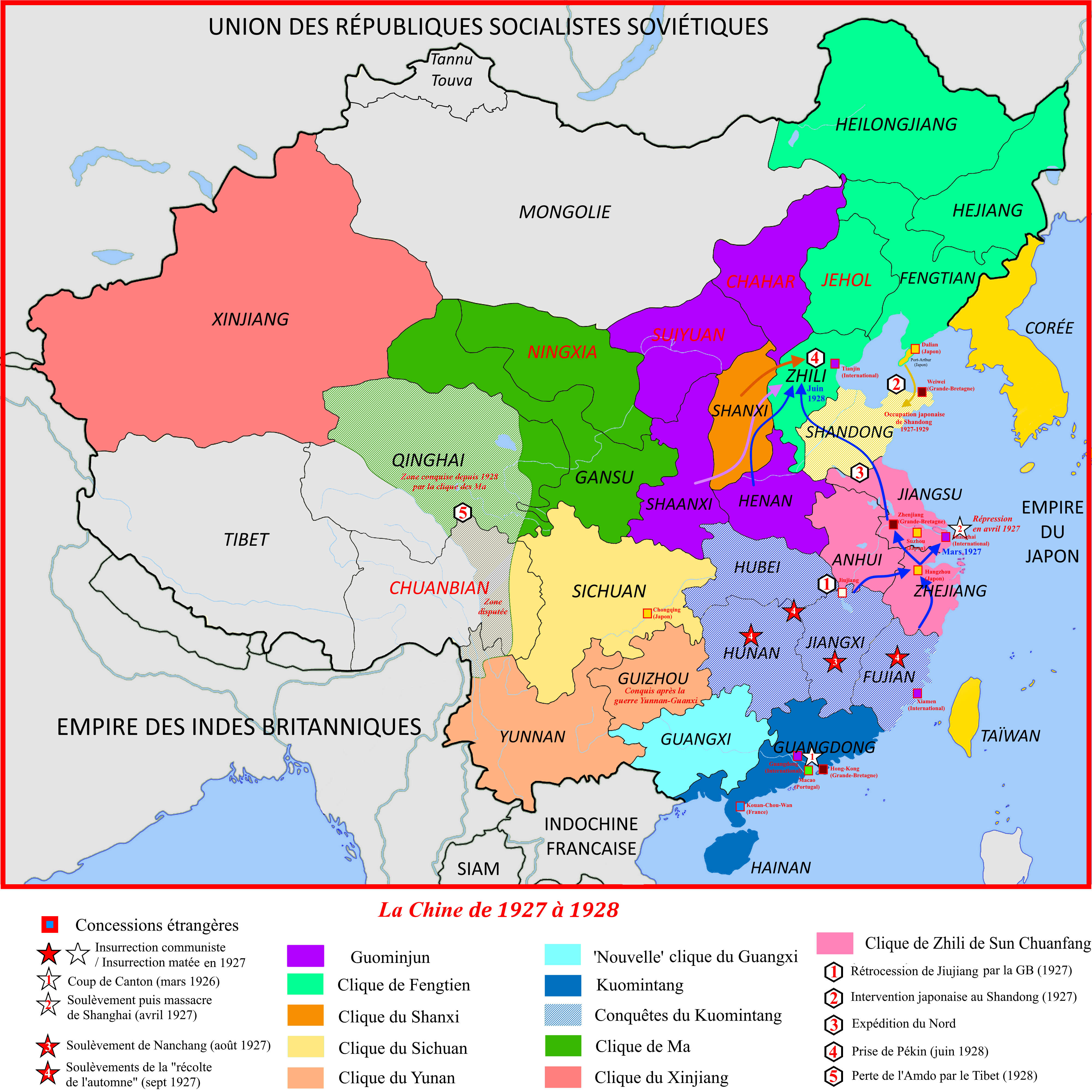
De 1927 à 1928.
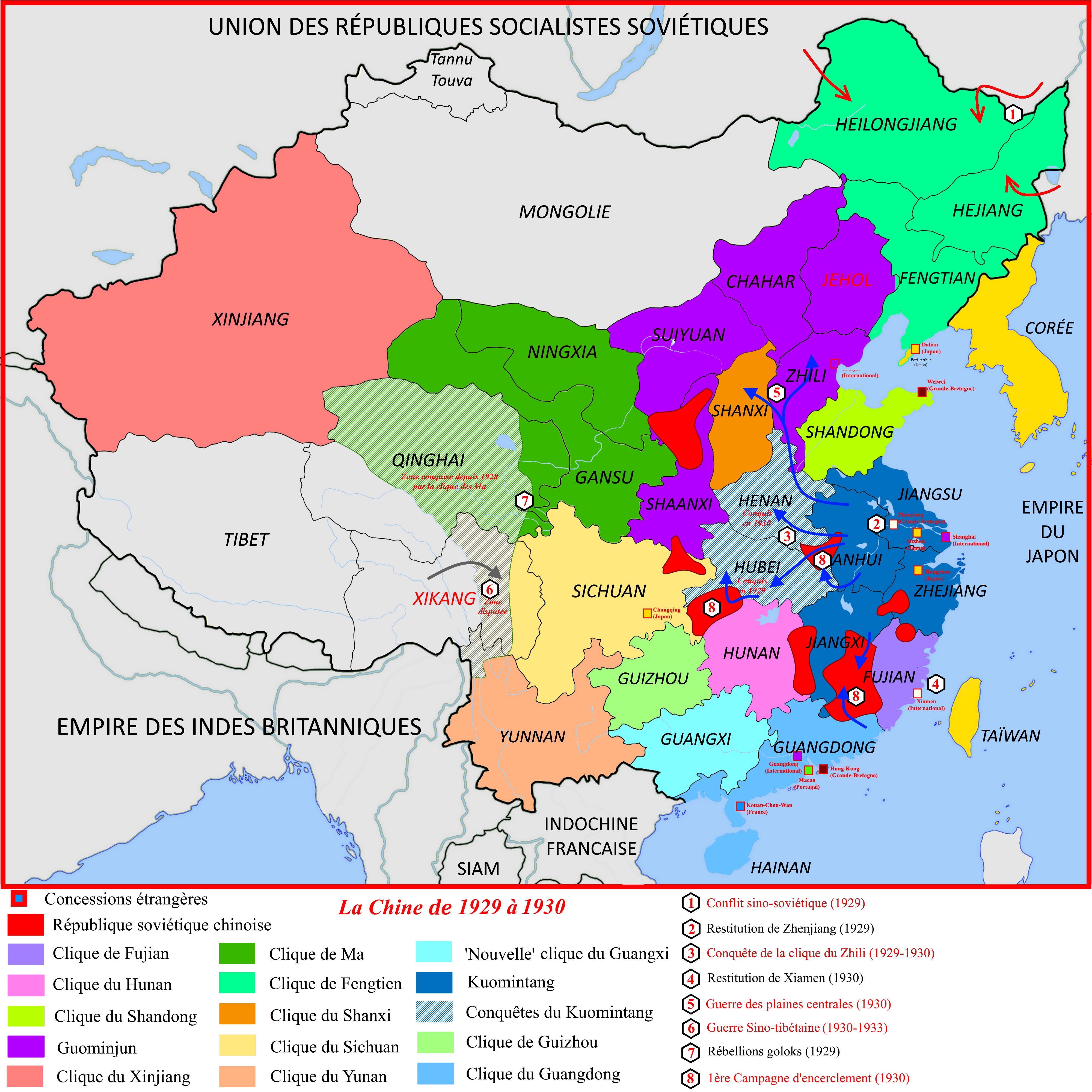
De 1929 à 1930.